# 小叶枇杷
小叶枇杷（学名：Eriobotrya seguini）是蔷薇科枇杷属的植物，为中国的特有植物。分布在中国大陆的云南、贵州等地，生长于海拔500米至1,500米的地区，见于山坡林中，目前尚未由人工引种栽培。